# NGC 2558
NGC 2558是位于巨蟹座的一个星系，于1787年由英籍德裔天文学家弗里德里希·威廉·赫歇尔发现。它的赤经为：819.4，赤纬为：20° 30′。